# معركة ماجنتا

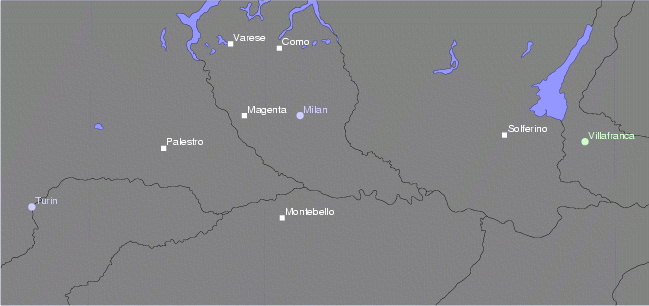
خريطة حرب الاستقلال الإيطالية الثانية

معركة ماجنتا جرت في 4 يونيو/ حزيران 1859 خلال حرب الاستقلال الإيطالية الثانية وانتصر فيها الفرنسيون وقوات سردينيا بقيادة نابليون الثالث ضد النمساويين بقيادة الجنرال غيولاي.
درات رحى المعركة بالقرب من بلدة ماجنتا شمال إيطاليا يوم 4 يونيو/ حزيران 1859. عبرت جيوش نابليون الثالث نهر تيسان والتفت حول الجناح الأيمن للقوات النمساوية وحملت الجيش النمساوي التراجع. لم تكن معركة ماجنتا كبيرة بحد ذاتها لكنها كانت نصراً حاسماً للقوات الفرنسية والسردينية. نصب باتريس دو مكماهون دوقاً لماجنتا لدوره في هذه المعركة كما أصبح لاحقاً رئيساً للجمهورية الفرنسية.
تألف التحالف الفرنسي السرديني في الغالبية الساحقة من القوات الفرنسية (1100 جندي سرديني و 58000 فرنسي). بالتالي يمكن اعتبار الانتصار فرنسياً.

## ما بعد المعركة
اكتشف اللون الماجنتا أو الأرجواني عام 1859 وسمي تيمناً بهذه المعركة  وأيضاً بوليفار دو ماجنتا في باريس.

## وصلات خارجية
- موقع المعركة على الانترنت. (بالإنجليزية)(بالإيطالية)(بالفرنسية)(بالألمانية)